# لورا لوبيز (صحفية)
لورا لوبيز (بالإنجليزية: Laura Lopes)‏ هي صحفية بريطانية، ولدت في 1978 في لندن في المملكة المتحدة. هي ابنة كاميلا ، الملكة القرينة في المملكة المتحدة ، والدها أندرو باركر بولز وشقيقها توم ، وزوج امها الملك تشارلز الثالث.